# Benoît de Bonvoisin
Pour les articles homonymes, voir Bonvoisin.
Benoît Marie Ghislain Martin Marcel Patrice de Bonvoisin, surnommé "Le Baron noir", né le 14 mars 1939, est un homme d'affaires et homme politique belge.

## Biographie
Le baron Benoît de Bonvoisin est le fils du baron Pierre de Bonvoisin (1903-1982), président honoraire du conseil d'administration de la Société Générale de Banque, et petit-fils d'Alexandre Galopin, gouverneur de la Société générale de Belgique.
Il est diplômé (candidature) en philosophie de l'Université Catholique de Louvain.

## Politique
Vers 1970, il entre au Cercle des Nations.
Benoît de Bonvoisin est appelé par Paul Vanden Boeynants, il devient trésorier du Centre politique des indépendants et cadres chrétiens (CEPIC) qui est considéré comme l'aile droite du parti social-chrétien.
Il est considéré comme financier et soutien de l’extrême-droite belge et proche de groupes néo-nazis. Il est éditeur de magazines d'extrême-droite. La Cour d'appel de Mons indique toutefois, dans son arrêt du 16 juillet 2020, qu'une note, établie en 1981 par la Sûreté de l'État, liant Benoit de Bonvoisin à des mouvements d'extrême droite est non prouvée et que la diffusion de celle-ci à des organes de presse est de la responsabilité de l'État.

## Affaires judiciaires
Benoît de Bonvoisin a été l'objet d'une enquête menée par un ancien chef de la sécurité de l'État, Albert Raes qui, à la commission Parlementaire Wijninckx, a menti, sous serment, en 1981 à son sujet.
En 1984, à la suite de la faillite frauduleuse de la Boomse Metaalwerken, il est condamné à une interdiction d'actes commerciaux.
En 1992, il est relaxé en tant qu'intermédiaire dans l'affaire d'obtention frauduleuse du marché des horodateurs de la ville de Liège.
Début 1995, le masque mortuaire et le moulage en argent des mains de Sainte Madeleine-Sophie Barat dérobés à l'occasion de la démolition de la chapelle du couvent des religieuses du Sacré-Cœur de Jésus à Jette en 1993 sont retrouvés chez Benoît de Bonvoisin. Inculpé de recel, celui-ci est condamné en février 1996, par le tribunal correctionnel de Bruxelles, à 6 mois de prison et 1 000 FB d'amende. Il est ensuite relaxé par la Cour d'appel de Bruxelles.
En novembre 1996, il est inculpé pour escroquerie, extorsion de fonds, abus de confiance et fraude fiscale et condamné à une peine de cinq années de prison en Belgique. Toutefois il est acquitté par la cour d'appel de Mons pour l'ensemble des chefs d'accusation le 12 mai 2000.
Par ailleurs l'Etat belge se voit condamné à lui verser un dédommagement de 100 000 € au titre de préjudice moral dans l'affaire politico-judiciaire l'opposant depuis 1981 à la Sûreté de l'Etat .
Après un long périple judiciaire, le 23 novembre 2020 la cour d'appel de Liège a rendu son arrêt. Elle lui accorde 15.000 euros (hors intérêts) et condamne l'Etat à envoyer une lettre d'excuse, cosignée par le ministre de la Justice et l'administration générale de la Sûreté de l'Etat. Ce qui est extrêmement rare. La cour précise le libellé: « L'Etat belge vous présente ses excuses pour avoir rédigé, sous la plume du ministre de la Justice, une note destinée à la Commission d'enquête parlementaire Wijninckx datée du 15/05/1981 contenant des informations non vérifiées, et partant non démontrées vous associant à des mouvements d'extrême droite, non divulguée le 19 mai 1981 dans le journal De Morgen, et pour l'atteinte à votre honneur et votre réputation qui en ont résulté. » L'Etat pouvait aller en cassation jusqu'au 28 mars 2024.